# Chrysochlorina currani
Chrysochlorina currani är en tvåvingeart som beskrevs av Iide 1966. Chrysochlorina currani ingår i släktet Chrysochlorina och familjen vapenflugor. Inga underarter finns listade i Catalogue of Life.